# Cardinal régulier
En théorie des ensembles, un cardinal infini est dit régulier s'il est égal à sa cofinalité. Intuitivement, un cardinal {\displaystyle \kappa } est régulier si toute réunion indexée par un ensemble petit d'ensembles petits est petite, où un ensemble est dit petit s'il est de cardinalité strictement inférieure à {\displaystyle \kappa }. Une autre définition possible équivalente est que {\displaystyle \kappa } est régulier si pour tout cardinal {\displaystyle \lambda <\kappa }, toute fonction {\displaystyle f:\lambda \rightarrow \kappa } est bornée. Un cardinal qui n'est pas régulier est dit singulier.
Par exemple, pour {\displaystyle \kappa =\aleph _{0}}, petit signifie fini, or toute réunion indexée par un ensemble fini d'ensembles finis est finie, donc {\displaystyle \aleph _{0}} est un cardinal régulier. Pour {\displaystyle \kappa =\aleph _{1}}, petit signifie dénombrable, or, sous l'axiome du choix dénombrable, toute réunion indexée par un ensemble dénombrable d'ensembles dénombrables est dénombrable, donc {\displaystyle \aleph _{1}} est régulier. On peut montrer, sous l'axiome du choix, qu'il en est de même pour tout cardinal successeur : si {\displaystyle \alpha } est un ordinal, alors  {\displaystyle \aleph _{\alpha +1}} est régulier. C'est une conséquence simple du fait que {\displaystyle \aleph _{\alpha }^{2}=\aleph _{\alpha }}. Un cardinal singulier est nécessairement un cardinal limite. Une question naturelle se pose : la réciproque est-elle vraie ? Un contre-exemple à cette réciproque, c'est-à-dire un cardinal limite et régulier, est appelé cardinal faiblement inaccessible.
Le premier cardinal singulier est {\displaystyle \aleph _{\omega }}. En effet, {\displaystyle \aleph _{\omega }=\bigcup _{n\in \omega }\aleph _{n}}, il peut donc s'écrire comme une réunion indexée par un ensemble dénombrable d'ensembles de cardinalité strictement inférieure.

## En l'absence de l'axiome du choix
Sans l'axiome du choix, certains des résultats précédents ne sont plus valables.
Par exemple, Azriel Lévy a démontré que si {\displaystyle ZF} est cohérent, alors il en est de même de {\displaystyle ZF} + {\displaystyle \aleph _{1}} est singulier. Moti Gitik (en) a généralisé ce résultat et démontre que si {\displaystyle ZFC} + il existe une classe propre de cardinaux fortement compacts (en) est cohérent, alors il en est de même de {\displaystyle ZF} + tout ensemble est réunion dénombrable d'ensembles de cardinalité strictement inférieure.